# Ojo Amarillo, New Mexico
Ojo Amarillo, New Mexico (енгл. Ojo Amarillo) насељено је место без административног статуса у америчкој савезној држави Њу Мексико.

## Демографија
По попису из 2010. године број становника је 766, што је 63 (-7,6%) становника мање него 2000. године.
| Група             | 2000.     | 2010.     |
| Белци             | 13 (1,6%) | 5 (0,7%)  |
| Афроамериканци    | 1 (0,1%)  | 0 (0,0%)  |
| Азијати           | 0 (0,0%)  | 0 (0,0%)  |
| Хиспаноамериканци | 11 (1,3%) | 33 (4,3%) |
| Укупно            | 829       | 766       |